# Paul Decauville

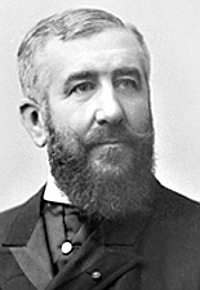

Paul Decauville (✰ Évry, 07 de junho de 1846;  ✝ Neuilly-sur-Seine, 29 de junho de 1922) foi um engenheiro e empreendedor francês. Pioneiro nas indústrias ferroviária e automobilística.

## Realizações
Paul Decauville foi o inventor de um sistema ferroviário leve, portátil e de fácil instalação que leva seu nome (Sistema Decauville), e por extensão, seu nome ficou associado a todas as ferrovias de bitola estreita das quais ele foi pioneiro e promotor.
O nome de Paul Decauville também está associado às cidades de Corbeil-Essonnes e Évry (Essonne), em cujos territórios a empresa Decauville instituiu suas fábricas que permaneceram ativas até 1885.
Em 1899, ele disputou a primeira corrida usando carros que levavam seu nome, a corrida Nice-Castellane-Nice, na qual chegou em 15º.
Ele fundou uma empreiteira para explorar as patentes que havia registrado: a Comptoir d'Outillage et de matériel à air comprimé que permaneceu ativa até o final da década de 1980. Outra de suas empresas , a EmiDecau, especializada em prensas hidráulicas existe até os dias de hoje.
Na política, Paul Decauville foi prefeito de Evry-Petit Bourg, entre 1881 e 1892. Ele também foi senador de Seine-et-Oise entre 1890 e 1900, foi membro da Comissão da Alfândega, como Secretário de 1897 a 1899. Depois de deixar a região de Paris, Paul Decauville também foi prefeito da cidade de Saint-Léger.
- O Sistema Decauville sendo demonstrado no Champs-Élysées em 2006.
- Um carro Decauville de 1902.
- Uma locomotiva Decauville de 1920.

### Outros pioneiros de ferrovias de bitola estreita
- Abraham Fitzgibbon
- Carl Abraham Pihl
- Everard Calthrop
- Robert Fairlie
- Thomas Hall